# Темешаса
Темешаса (рум. Tămășasa) — село у повіті Хунедоара в Румунії. Входить до складу комуни Мертінешть.
Село розташоване на відстані 275 км на північний захід від Бухареста, 20 км на південний схід від Деви, 114 км на південь від Клуж-Напоки, 149 км на схід від Тімішоари.

## Населення
За даними перепису населення 2002 року у селі проживали 124 особи, усі — румуни. Усі жителі села рідною мовою назвали румунську.